# 運命のボタン
『運命のボタン』（うんめいのボタン、原題: The Box）は、2009年のアメリカ映画。リチャード・マシスンのミステリースリラー短編小説『死を招くボタン・ゲーム』（原題: Button, Button）を映画化。

## あらすじ
1976年のクリスマスが近い12月16日の早朝、バージニア州リッチモンド。一人息子のウォルターがいる、足に障害を持つノーマと、NASAに勤務して宇宙飛行士を夢見ているアーサーのルイス夫妻。その元に差出人不明の箱が届けられる。その箱の中には赤いボタンが付いた謎の装置と、「夕方に御伺いします」と書かれた手紙が入っていた。不気味に思う夫妻だったが、その日の夕方、妻の前に顔の左半面に傷を持ったスチュワードと名乗る老人が実際に現れる。彼は装置のことを説明するのだが、それは「この装置のボタンを押せば100万ドルを手に入れることができる。しかし、世界のどこかに住んでいる、貴方の知らない誰かが死ぬことになる」という恐ろしいものだった。また老人は「24時間以内に決断できなかったり、誰かにこのことを話せば、取引は無効になる」という条件も提示するのだった。金銭的に不安を抱えていた夫妻は、この誘いに乗るべきかどうか迷ってしまうが、結局妻がそのボタンを押す。時を同じくして、警察に110番通報（アメリカでは911）が入る。ある家で妻が胸に銃弾を受けて死亡、娘は浴室に監禁の上、その夫（NASA勤務のロケット科学者）は行方不明となる。夕方、「あなたのことを知らない誰かに装置は渡します」と老人は現金100万ドルを残し、リセットされた装置を引き取って帰る。
アーサーは真実を知ろうとして老人の車のナンバー調査を警官である義父に依頼するが、警察が調査している殺人事件と、夫婦が送られた装置とが何らかの関係があることを知る。さらにベビーシッターとして来てもらったデイナも含み、彼ら夫婦に真実を告げようとした者はみな鼻血を出して倒れる。出口の無い謎の図書館で老人の過去と、老人とともに働く沢山の「従業員」の正体を知った二人。元の世界に戻る出口を謎の老人の妻に案内してもらうアーサーだが、そこには3つの出口が。戻れるのは一つ。残る2つは「永遠の破滅」。元の世界に戻る為の3つの扉から、真実の扉をノーマの生徒の指示（2番目）に従い選んで、死後の世界を通って自宅に戻る。
老人・スチュワードと「従業員」の雇い主は宇宙人で、ボタンの装置は人類の利他主義に対する試み（テスト）だということが明らかになる。雇い主は「他者の利益のために己の欲望を犠牲にできないなら、人類に生き残る価値はない」と。さらに老人は息子・ウォルターの目と耳の感覚を奪い、「あの100万ドルを手にして楽に暮らせるが、子供の障害は決して治ることがない」「夫がボタンを押した妻を殺して子供は元通りに。100万ドルは子供が18歳の誕生日まで銀行に委託」という2つの選択を二人に迫る。二人は泣きながら後者の選択をする。時を同じくして、また別の夫婦が謎の装置のボタンを押そうとしていた。

## キャスト
※括弧内は日本語吹き替え
- ノーマ・ルイス - キャメロン・ディアス（はしのえみ）
- アーサー・ルイス - ジェームズ・マースデン（桐本琢也）
- アーリントン・スチュワード - フランク・ランジェラ（有本欽隆）
- ノーム・カーヒル - ジェームズ・レブホーン（小島敏彦）
- ディック・バーンズ - ホームズ・オズボーン（中博史）
- ウォルター・ルイス - サム・オズ・ストーン（成家義哉）
- ラナ・バーンズ - セリア・ウェストン（藤生聖子）
- クライメン・スチュワード - デボラ・ラッシュ